# NGC 1847
NGC 1847 је расејано звездано јато у сазвежђу Златна риба које се налази на NGC листи објеката дубоког неба.
Деклинација објекта је - 68° 58' 17" а ректасцензија 5h 7m 8,2s. Привидна величина (магнитуда) објекта NGC 1847 износи 11,1. NGC 1847 је још познат и под ознакама ESO 56-SC66.